# Stabilité des constructions
La stabilité d’une construction résulte des dispositions prise par le concepteur pour éviter la ruine de celle-ci au cours de sa durée de vie.
En effet, les constructions (ponts, bâtiments, charpentes, barrages, etc.) doivent résister à un certain nombre de sollicitations ou charges dans des conditions habituelles (charge de service, neige,…) ou même exceptionnelles (accident, séisme,…) sans endommagement et sans mettre en danger les occupants.
La stabilité est assurée quand en chaque point de la construction les efforts provenant des charges extérieures ne dépassent pas la capacité de résistance du matériau.
La stabilité des constructions est le domaine d'étude d'une branche de l'ingénierie et plus particulièrement du génie civil, l'ingénierie des structures.

## Réglementation
Des codes ou règlements officiels définissent les critères de stabilité ainsi que les coefficients de sécurité à prendre en compte lors de la conception. Notons principalement:
- Les Eurocodes développés par le Comité européen de normalisation (CEN)[1].
- Les normes US rédigées par les professionnels de la construction. Notons plus précisément l’ACI-318[2] développé par l’American Concrete Institute[3] pour le béton armé.

## Charges ou sollicitations
Les charges ou sollicitations sont des forces ou des pressions appliquées à la construction. Nous distinguons :
- les charges permanentes : poids propre de la construction et de ses finitions, … ;
- les charges internes à la construction : précontrainte, réglage d’appui, … ;
- les charges d'exploitation, celles qui proviennent de la fonction même de la construction : charges du trafic sur un pont, pression de l’eau sur un barrage, charges amenées par l’occupation d’un immeuble, poussée des terres sur un mur, … ;
- les charges d’origine climatique : vent, pluie, neige, température, … ;
- les charges provenant de l’évolution de l’environnement entourant la construction : tassement sous un appui, … ;
- les charges d’occurrence exceptionnelle : inondations, tempêtes et tornades, séisme, … ;
- éventuellement certaines charges accidentelles : incendie, explosions, impacts, déversement inopiné de matériaux pondéreux, surpression dans un processus industriel, …

Les charges à prendre en compte sont définies par la réglementation en usage et de par la fonction même de la construction. Notons que certaines constructions dites « de sécurité « ne sont vraiment sollicitées que dans des cas exceptionnels ou accidentels : cas des barrages anti-tempête.

## Résistances
Chaque matériau peut être caractérisé par sa résistance. Celle-ci est mesurée par des tests et mesures (essai mécanique) ou est certifiée par le fabricant.
La valeur de la résistance prise en compte pour la vérification de la stabilité tient compte de la dispersion statistique inhérente au matériau. On parle de résistance caractéristique, c'est-à-dire une valeur qui a une probabilité de 95 % d’être inférieure à celle du matériau réellement mis en œuvre.

## Vérification de la stabilité

### Critères de stabilité
La stabilité de la construction est assurée si les sollicitations sont inférieures aux résistances, soit :
S ≤ R
Où S représente les sollicitations, et R représente les résistances. Si S = R, on dit que l’état limite est atteint. Si S > R, la construction dépasse la ruine et subit des endommagements.

### Coefficients de sécurité
Cependant, vu les incertitudes portant aussi bien sur les charges que sur les résistances, les codes et règlements imposent d’utiliser des coefficients de sécurité.
La relation ci-dessus devient alors :
S*Cs_charge ≤ R/Cs_matériaux
Où Cs_charge représente le coefficient de sécurité à appliquer sur les charges et tient compte :
- De la possibilité d’écarts défavorables au niveau des charges.
- De la possibilité d’une modélisation imprécise des charges.
- Des incertitudes relatives à l’évaluation des effets des charges.

Et Cs_matériaux représente le coefficient de sécurité à appliquer sur les résistances et tient compte :
- Des écarts défavorables par rapport aux résistances statistiques des matériaux.
- Des imprécisions des coefficients de conversion entre les résistances mesurées et les résistances réelles.
- Des incertitudes concernant les propriétés géométriques et les modèles de résistance.

Ces coefficients de sécurité sont particularisés selon les conditions de vérification (états limites ultimes et en service).

### Vérification de la stabilité d’ensemble
Le concepteur prend les dispositions nécessaires pour que la construction ne se déplace pas en bloc et donc éviter :
- la flottaison : Cette vérification est particulièrement importante pour les constructions enterrées sous le niveau de la nappe phréatique. Il convient de prendre en compte les variations de ce niveau au cours du temps ;
- le glissement : Ce peut être le cas pour un mur soutenant des terres ;
- le basculement ou renversement : Cas d’une construction élancée soumise aux effets du vent.

### Vérification de la résistance
Chaque élément de la construction doit avoir une résistance suffisante pour éviter les modes de ruine suivants :
- ruine par excès de charge et donc par dépassement de la capacité de résistance nominale (résistance des matériaux), soit une rupture ductile à court ou à long terme (fluage) ;
- ruine par instabilité géométrique, quand la structure se dérobe sous la charge (flambage). Ceci peut se produire principalement pour les éléments élancés comme les barres de charpente métallique ;
- ruine par fatigue, quand le nombre de sollicitations alternées (vibrations, etc.) dépasse la capacité de l'élément. La fatigue concerne surtout les supports de machines tournantes ;
- ruine par rupture fragile (mécanique de la rupture) pour les éléments soumis à des basses températures ou grande vitesse de chargement ou ayant des défauts préexistants.

Cette vérification est également applicable pour le sol sous la fondation (géotechnique).

## Vérification de la fonctionnalité
En plus de la stabilité, il convient d’assurer la fonctionnalité de la construction. Par exemple, il convient d’éviter que :
- Des déformations importantes en cas de grand vent ne gênent les habitants d’un immeuble.
- Des amplitudes trop fortes de vibration ne détruisent la machine supportée.
- Des fissures ne réduisent l’étanchéité (construction) d’un château d’eau, …

En condition de service, le concepteur s’assurera que la construction reste dans son domaine de fonctionnalité : pas de déformations ou de fissures excessives, etc.
En condition exceptionnelle (incendie, accident, séisme,…) la construction pourra subir des dommages partiels mais la sécurité des usagers (habitants,…) doit être envisagée.